# 鍋島高明
鍋島 高明（なべしま たかはる、1936年〈昭和11年〉7月12日 - 2021年〈令和3年〉7月18日）日本の相場師研究家。日本経済新聞社社友。
高知県出身。
1959年（昭和34年）、早稲田大学政治経済学部卒業、日本経済新聞社に入社。商品部次長、編集委員、日経産業消費研究所出向。日経総合販売取締役を務めた。
1997年（平成9年）、定年後に友人5人で市場経済研究所を設立。
日本経済新聞電子版のコラム「相場師列伝」を執筆していた。
2021年（令和3年）7月18日、胃癌のため死去。85歳没。

## 主著
- 『相場師異聞』 河出書房新社、2002年12月[2][4]。
- 『相場師奇聞』 河出書房新社、2003年12月[4]。
- 『賭けた 儲けた 生きた』 河出書房新社、2005年4月[2]。
- 『相場ヒーロー伝説』 河出書房新社、2005年12月[4]。
- 『相場師秘聞 波瀾曲折の生涯』 河出書房新社、2006年。
- 『日本相場師列伝』 日本経済新聞出版社、2006年。
- 『日本相場師列伝II』 日本経済新聞出版社、2008年。
- 『天才相場師の戦場』 河出書房新社、2008年。
- 『一攫千金物語 日本相場師群像』 河出書房新社、2009年。